# 千葉匠
千葉 匠（ちば たくみ、本名 : 有元 正存（ありもと まさつぐ）、1954年 - ）は東京都出身の自動車評論家、デザインジャーナリスト。日本自動車ジャーナリスト協会（AJAJ）理事。オフィス・デプロス主宰。「日本カー・オブ・ザ・イヤー」選考委員、世界・カー・オブ・ザ・イヤー日本代表審査員。他に「経済産業省選定グッドデザイン賞」、一般財団法人日本ファッション協会・流行色情報センター主催の「オートカラーアウォード」、CAR STYLING主催「カーデザイン大賞」など数々のデザイン賞で審査委員を務める。

## 経歴・人物
千葉大学工学部工業意匠学科卒業、在学中は自動車部に所属。卒業後、日産ディーゼル社のデザイナー、『CAR STYLING』誌の編集次長を経て1988年、フリーランスの自動車評論家となる。モーターショーの大半を現地取材し、国内外多くのカーデザイナーにインタビューする。
現在、『モーターファン別冊 ニューモデル速報』のデザインインタビューで藤本彰とともにインタビュアーを務めるほか、各種デザイン専門誌、自動車専門誌にデザイン解説、コラムなどを多数寄稿している。
日産ディーゼルデザイナー時代の上司は、日産自動車から出向していた前澤義雄だった。

## 主な寄稿誌
- モーターファン別冊 ニューモデル速報（三栄書房）
- CAR STYLING（カースタイリング出版）
- driver（八重洲出版）
- CAR and DRIVER（シティ・パブリケーション/ダイヤモンド社）

## 連載記事
- 「カーデザインOld&New」（driver）